# Parhydraenida reichardti
Parhydraenida reichardti är en skalbaggsart som beskrevs av Balfour-browne 1975. Parhydraenida reichardti ingår i släktet Parhydraenida och familjen vattenbrynsbaggar. Inga underarter finns listade i Catalogue of Life.